# Застольные беседы (Плутарх)
«Засто́льные бесе́ды» (др.-греч. Συμποσιακά, лат. Quaestiones convivales) — сборник произведений древнегреческого писателя Плутарха в 9 книгах (95 беседах), традиционно включаемый в его «Моралии» (pp. 612c—697b).

## Содержание
«Застольные беседы» представляют собой собрание речей, произнесённых в разное время участниками застолья при дружеских встречах в Риме и Греции. Как следует из вступления, инициатива составления такого сборника принадлежала другу Плутарха и участнику многих из этих встреч Квинту Сосию Сенециону. Всего увидели свет девять книг, внутри которых материал был сгруппирован в произвольном порядке, без соблюдения хронологической последовательности. Так, последняя книга состоит исключительно из материалов, относящихся к молодости автора.
В беседах обсуждаются самые разные вопросы: об удобоваримости пищи, о воздержании евреев от свинины, о том, что было раньше, курица или яйцо, о количестве муз, о видах танцев и т. д. Эти диалоги пересыпаны обильными цитатами из античной литературы. При этом сам Плутарх делит все темы на «симпотические» (касающиеся организации застолья) и «симпосийные» (собственно застольные), но не считает нужным группировать беседы по этому признаку.
«Застольные беседы» не могут считаться документальным воспроизведением имевших место в действительности диалогов. Это очевидно в силу большого объёма отдельных «бесед» и обилия в них разнообразных цитат. Доказано, что в работе над этими текстами Плутарх активно использовал литературные источники. Но при этом сам автор указывает на связь «Застольных бесед» с воспоминаниями, дорогими для него и для других людей, которые упоминаются как участники диалогов и которые должны были оказаться в числе первых читателей. Таким образом, автор «должен был, давая своему материалу литературное оформление, руководствоваться тем, чтобы [выводимые Плутархом участники бесед — его современники и друзья,] — читая „Застольные беседы“, находили там если и не дословное соответствие тому, что было в действительности сказано, то по крайней мере сохранение общего смысла сказанного».
К «Застольным беседам» по тематике в «Моралиях» примыкает «Пир семи мудрецов» (др.-греч. Ἑπτὰ σοφῶν συμπόσιον, лат. Septem sapientium convivium, № 13).

## Значение
«Застольные беседы» стали особой формой философского диалога, в которой диалогическая форма является отражением живой действительности, а не художественной фикцией. Это единственная в своём роде и убедительная с художественной точки зрения характеристика интеллектуальных интересов просвещённого слоя в Римской империи I—II веков н. э.